# Église San Marco ed Andrea
L'église SS. Marco ed Andrea (église Saint-Marc et Saint-André) fut une église catholique de Venise, en Italie.

## Localisation
L'église SS. Marco ed Andrea fut située sur l'île de Murano.

## Historique
Cette église avec son monastère bénédictin apparaît déjà dans des documents de 1248, mais son érection remonterait un siècle plus tôt. Au début du XVIIe siècle, l'église fut rénovée et le monastère prenait de l'ampleur. L'église eut une simple nef, fut orientée et eut trois portes, cinq autels, un pavement en arbre et diverses peintures. Au début du XIXe siècle, un incendie ravageât le complexe, qui fut démoli en 1816.